# Butch Warren
Edward Randolph 'Butch' Warren (Washington D.C., 9 augustus 1939 – Silver Spring, 5 oktober 2013) was een Amerikaanse jazzcontrabassist en -componist.

## Biografie
Warren deed zijn eerste ervaring op in de band van zijn vader Edward Warren, waar hij piano en orgel speelde. Hij groeide op in een muzikaal huishouden, de moeder zong, met veel muzikantvrienden. Zijn eerste verbintenis was in de band van saxofonist Rick Henderson. Hij studeerde muziek in South Carolina. Vanaf 1956 speelde hij met Gene Ammons en Stuff Smith. Hij verhuisde naar New York, waar hij zich bij Kenny Dorham (1959) voegde. In 1961 was hij betrokken bij het album Free Form met Donald Byrd, Herbie Hancock, Wayne Shorter en Billy Higgins en in 1963 bij Page One met Joe Henderson, beide bij Blue Note Records. Er zijn ook opnamen met Kenny Dorham, Thelonious Monk en Dexter Gordon bij Go Records. Monk wilde niet dat hij met strijkstok speelde. Destijds nam hij drugs en rookte hij veel. Hij speelde als Blue Note-huisbassist (sinds hij op tijd was) op platen van Stanley Turrentine, Jackie McLean, Hank Mobley en vele anderen. Hij speelde als bassist voor de huisband van het televisieprogramma Today with Inga. Hij had slechte ervaringen (elektrische schokken) met het ziekenhuis, waar hij steeds naar toe kwam en bleef ondertussen op straat leven.
Zijn huwelijk mislukte, maar resulteerde wel in een dochter. In 2010 ontstond als resultaat van een tournee door Frankrijk met Pierrick Monuau een radioconcert als het eerste album onder zijn eigen naam: French5tet. Tijdens de jaren 1960 werd bij Warren paranoïde schizofrenie vastgesteld. Hij keerde terug naar Washington, waar hij in lokale tv-shows en r&b-bands speelde. Begin jaren 1970 volgde een eenjarig verblijf in een psychiatrische kliniek. Vanaf het midden van de jaren 1970 speelde hij weer en was hij ook betrokken bij opnamen van Howard McGhee, Donald Byrd en Joe Henderson. Tot de jaren 1980 verdiende hij de kost met incidentele optredens in jazzclubs in Washington. Nadat hij zelf was gestopt met zijn medicatie, woonde hij een tijdje op straat en werd hij uiteindelijk opgenomen in de psychiatrische afdeling van een ziekenhuis in Sykesville. Sinds 2007 organiseert zijn oude vriend en muzikant-collega Peter Edelman opnieuw optredens van Warren. Sindsdien is hij weer actief als muzikant. In 2013 kreeg hij de diagnose terminale longkanker.

## Overlijden
Butch Warren overleed op 5 oktober 2013 op 82-jarige leeftijd aan de gevolgen van longkanker.

## Discografie
- 1959: Vertigo – Jackie McLean
- 1961: Leapin' and Lopin’ – Sonny Clark
- 1961: Free Form – Donald Byrd
- 1962: Takin' Off – Herbie Hancock
- 1962: Go – Dexter Gordon
- 1962: A Swingin' Affair – Dexter Gordon
- 1962: Feelin' the Spirit – Grant Green
- 1963: No Room for Squares – Hank Mobley
- 1963: A New Perspective – Donald Byrd
- 1963: Page One – Joe Henderson
- 1963: The Turnaround – Hank Mobley
- 1963: Miles & Monk at Newport – Thelonious Monk Quartet
- 1963: Una Mas – Kenny Dorham
- 1963: Straight No Filter – Hank Mobley
- 1963: Happy Frame of Mind – Horace Parlan
- 1964: It's Monk's Time – Thelonious Monk
- 1967: Hipnosis – Jackie McLean
- 2010: French5tet'